# Альболит
Альболит — вид цемента, основные составные части которого — магнезия и кремнекислота. 
Для приготовления этого цемента обжигают магнезит (MgCO3) в обжигательных печах, измельчают в тончайшую муку и смешивают с соответствующим количеством аморфной кремнекислоты. 
Размешанный с водой, этот цементный порошок поддаётся обработке так же, как гипс, и находит себе поэтому применение для лепки орнаментов. В смеси с раствором хлористой магнезии альболит образует пластичную и чрезвычайно твердую массу, которую употребляют для окрашивания домов, лестниц, полов, а также в виде половиц и т. п. 
Известны попытки приготовления из альболита бильярдных шаров; также его иногда употребляют и для цементовки дерева.